# Les Genettes
Les Genettes är en kommun i departementet Orne i regionen Normandie i nordvästra Frankrike. Kommunen ligger i kantonen Moulins-la-Marche som tillhör arrondissementet Mortagne-au-Perche. År 2022 hade Les Genettes 162 invånare.

## Befolkningsutveckling
Antalet invånare i kommunen Les Genettes
| Referens: INSEE |